# Лоренс (Канзас)

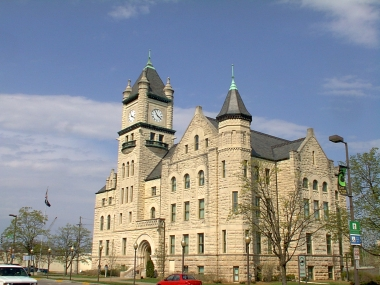
Мерія Дугласа

Лоренс (також Лоуренс, англ. Lawrence) — місто (англ. city) в США, в окрузі Дуглас штату Канзас. Шосте за розміром місто штату, столиця округу. Знаходиться на північному сході штату за 40 км на схід від міста Топіка і за 66 км на захід від Канзас-Сіті. Розташоване на берегах річок Канзас та Уакаруса.
За результатами перепису 2010 населення міста становить 87 643 (2010). У місті розташований Університет Канзасу та Університет індіанських племен «Хаскелл».
ЖурналU.S. News & World Report назвав Лоренс одним з найкращих місць для пенсіонерів, а Parents & Colleges включив його до десятки найкращих університетських міст.

## Географія
Лоренс розташований за координатами 38°57′37″ пн. ш. 95°15′48″ зх. д. / 38.96028° пн. ш. 95.26333° зх. д. (38.960323, -95.263223). За даними Бюро перепису населення США в 2010 році місто мало площу 88,74 км², з яких 86,93 км² — суходіл та 1,81 км² — водойми.

### Клімат
| Клімат : Лоренс                   | Клімат : Лоренс | Клімат : Лоренс | Клімат : Лоренс | Клімат : Лоренс | Клімат : Лоренс | Клімат : Лоренс | Клімат : Лоренс | Клімат : Лоренс | Клімат : Лоренс | Клімат : Лоренс | Клімат : Лоренс | Клімат : Лоренс | Клімат : Лоренс |
| Показник                          | Січ.            | Лют.            | Бер.            | Квіт.           | Трав.           | Черв.           | Лип.            | Серп.           | Вер.            | Жовт.           | Лист.           | Груд.           | Рік             |
| Абсолютний максимум, °C           | 22,2            | 27,8            | 32,2            | 34,4            | 36,7            | 41,7            | 43,9            | 41,7            | 42,2            | 36,7            | 28,9            | 24,4            | 43,9            |
| Середній максимум, °C             | 3,6             | 6,8             | 12,7            | 18,1            | 23,6            | 28,6            | 31,4            | 31,0            | 26,1            | 19,7            | 12,1            | 4,8             | 18,2            |
| Середній мінімум, °C              | −7,6            | −5,6            | −0,3            | 5,9             | 12,3            | 17,5            | 20,2            | 19,0            | 13,8            | 7,4             | 0,4             | −5,8            | 6,4             |
| Абсолютний мінімум, °C            | −27,8           | −23,9           | −21,7           | −10,6           | −1,1            | 6,7             | 10,6            | 5,6             | −0,6            | −6,7            | −16,7           | −29,4           | −29,4           |
| Норма опадів, мм                  | 25              | 35              | 69              | 103             | 136             | 149             | 105             | 103             | 107             | 85              | 56              | 41              | 1014            |
| Днів з опадами                    | 5,2             | 5,9             | 7,9             | 9,7             | 11,3            | 10,4            | 8,7             | 8,6             | 8,4             | 8,1             | 6,6             | 5,6             | 96,4            |
| Днів зі снігом                    | 2,2             | 2,1             | 0,5             | 0,2             | 0               | 0               | 0               | 0               | 0               | 0               | 0,8             | 2,2             | 8,0             |
| --------------------------------- | --------------- | --------------- | --------------- | --------------- | --------------- | --------------- | --------------- | --------------- | --------------- | --------------- | --------------- | --------------- | --------------- |
| Джерело: NOAA The Weather Channel |                 |                 |                 |                 |                 |                 |                 |                 |                 |                 |                 |                 |                 |

## Демографія

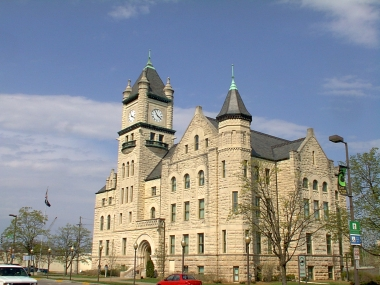
Мерія Дугласа

Згідно з переписом 2010 року, у місті мешкали 87 643 особи в 34 970 домогосподарствах у складі 16 939 родин. Густота населення становила 988 осіб/км². Було 37502 помешкання (423/км²).
Расовий склад населення:
| - 82,0 % — білих - 4,7 % — чорних або афроамериканців - 4,5 % — азіатів - 3,1 % — корінних американців - 0,1 % — вихідців з тихоокеанських островів - 1,5 % — осіб інших рас |

До двох чи більше рас належало 4,1 %. Частка іспаномовних становила 5,7 % від усіх жителів.
За віковим діапазоном населення розподілялося таким чином: 17,5 % — особи молодші 18 років, 74,5 % — особи у віці 18—64 років, 8,0 % — особи у віці 65 років та старші. Медіана віку мешканця становила 26,7 року. На 100 осіб жіночої статі у місті припадало 100,8 чоловіків; на 100 жінок у віці від 18 років та старших — 100,0 чоловіків також старших 18 років.
Середній дохід на одне домашнє господарство становив 65 557 доларів США (медіана — 46 406), а середній дохід на одну сім'ю — 91 512 долари (медіана — 70 000). Медіана доходів становила 45 640 доларів для чоловіків та 37 190 доларів для жінок. За межею бідності перебувало 21,8 % осіб, у тому числі 15,1 % дітей у віці до 18 років та 5,3 % осіб у віці 65 років та старших.
Цивільне працевлаштоване населення становило 49 765 осіб. Основні галузі зайнятості: освіта, охорона здоров'я та соціальна допомога — 33,1 %, мистецтво, розваги та відпочинок — 13,0 %, роздрібна торгівля — 12,5 %.

## Персоналії
- Делберт Манн (1920—2007) — американський режисер кіно і телебачення.